# Donald Tsang

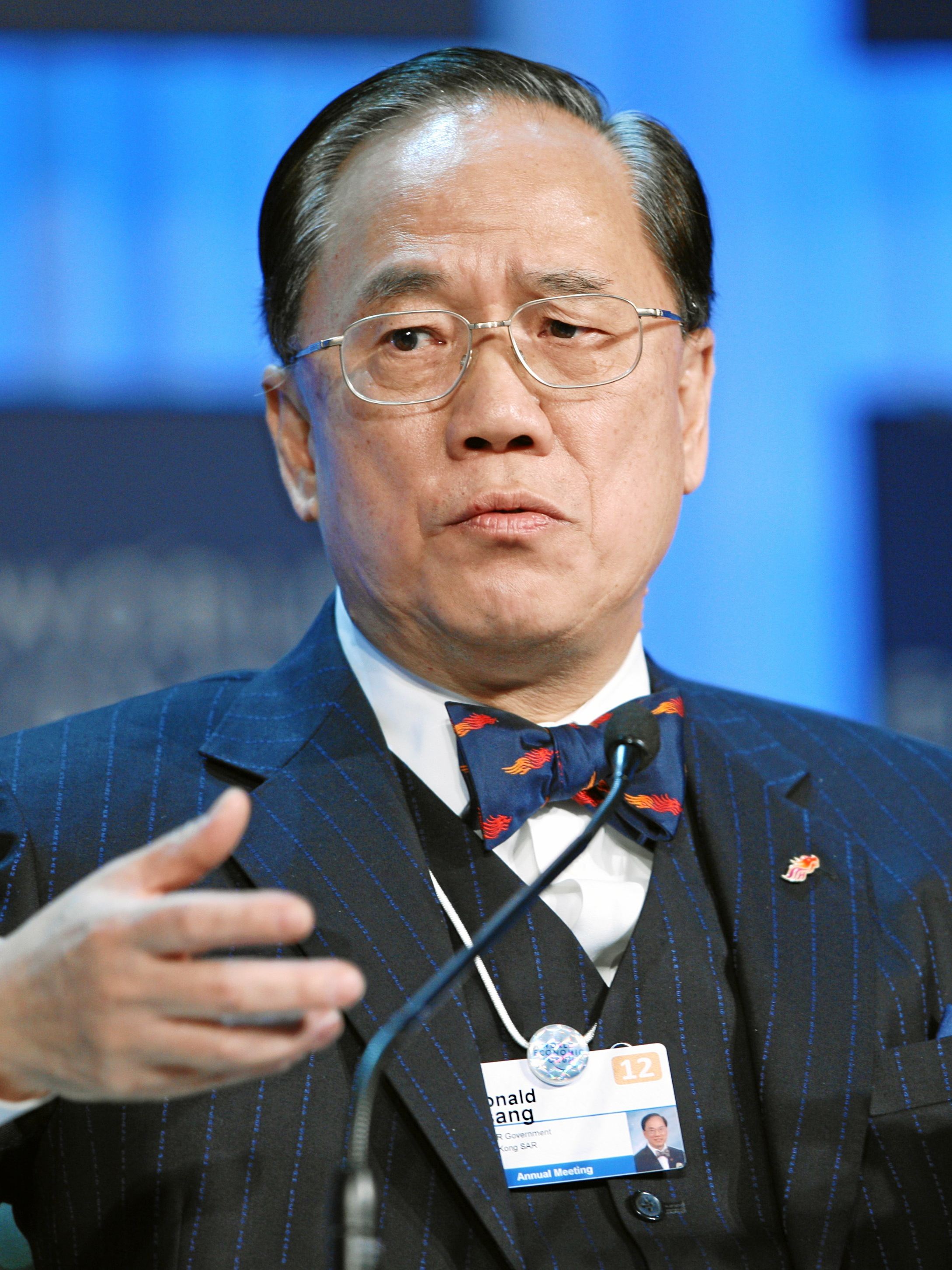
Donald Tsang, 2012

Donald Tsang Yam Kuen, GBM, JP (chinesisch 曾蔭權 / 曾荫权, Pinyin Zēng Yīnquán, Jyutping Zang1 Jam3kyun4; * 7. Oktober 1944 in Hongkong) war in der Nachfolge Tung Chee-hwas vom 21. Juni 2005 bis zum 30. Juni 2012 der zweite Verwaltungschef (englisch Chief Executive) der chinesischen Sonderverwaltungszone Hongkong.

## Politische Karriere
Tsang ist Sohn eines Hongkonger Polizisten. Er arbeitete in der öffentlichen Verwaltung der Kronkolonie Hongkong. Von der britischen Kolonialverwaltung wurde er zum Finanzsekretär ernannt und dieses Amt behielt er bis 2001. Zur Stützung des Hongkong-Dollar wurden unter seiner Leitung während der asiatischen Finanzkrise im August 1997 Terminkontrakte und Leerverkäufe verboten und die Finanzspekulation damit erfolgreich beendet.
Ab 2001 wurde er Chefsekretär der Verwaltung (Chief Secretary of Administration) und Stellvertreter von Tung Chee-hwa, der im März 2005 von seinem Amt als Verwaltungschef auf Grund andauernder Proteste der Bevölkerung gegen die Hongkong-Politik der VR China zurücktrat. Für die noch verbliebene Amtsdauer von zwei Jahren wurde Tsang von einem Auswahlgremium und ohne Gegenkandidaten zum neuen Verwaltungschef gewählt. Er wurde vom chinesischen Premierminister Wen Jiabao am 21. Juni 2005 in seinem Amt vereidigt. Dank seines guten Verhältnisses zur chinesischen Regierung wurde er für eine zweite Amtsperiode wieder gewählt. Sie dauerte vom 1. Juli 2007 bis zum 30. Juni 2012.
Im Oktober 2015 wurde er in Hongkong von der Unabhängigen Kommission gegen Korruption (englisch Independent Commission Against Corruption, kurz ICAC) wegen Amtsmissbrauchs angeklagt. Im Februar 2017 wurde er wegen Korruption zu 20 Monaten Haft verurteilt.

## Trivia
Donald Tsang wird von der Bevölkerung in Hongkong auch „der Mann mit der Schleife“ genannt. Er trägt niemals Krawatten, sondern stets eine Fliege. 